# Melophorus pillipes
Melophorus pillipes är en myrart som beskrevs av Santschi 1919. Melophorus pillipes ingår i släktet Melophorus och familjen myror. Inga underarter finns listade i Catalogue of Life.